# ESC 셰인
ESC 셰인(ESC Shane)은 대한민국의 전 리그 오브 레전드 프로게임단으로 2014년 창단하여 2020년 8월까지 활동했다.

## 역사
팀 창단 당시에는 Ever라는 팀명을 사용하였으며 이후 2015년 Esports Connected의 지원을 받아 ESC 에버로 팀명을 변경했고 이후 2015 LoL KeSPA컵과 IEM 시즌 10 쾰른에서 우승을 차지하는 파란을 일으켰으며 리그 오브 레전드 챌린저스 코리아 스프링 2016에서도 우승을 차지하며 LCK 서머 2016 승강전에 진출했고 승강전에서도 스베누 코리아를 3-0으로 누르고 창단 첫 LCK 승격을 이뤄냈다.
그리고 2017년 1월 11일 치킨 프랜차이즈인 제너시스 그룹의 BBQ치킨과 후원계약을 체결하며 팀명을 BBQ 올리버스로 변경하여 활동했지만 LCK에서의 성적은 신통치 못했고 결국 승격 2년만에 챌린저스 강등의 고배를 마셨다.
이후 챌린저스 서머 2019 시즌이 끝난 뒤 BBQ와의 스폰서 계약 종료로 2년만에 원래 스폰서인 e스포츠 커넥티드로 돌아왔고 2020년 리그 시작을 준비하는 과정에서 서라벌 게이밍과의 메인 후원 계약 체결이 이뤄지면서 팀명도 서라벌 게이밍으로 변경되었다가 2020년 6월 16일 리그 오브 레전드 챌린저스 코리아 서머 2020 시즌을 앞두고 서라벌 게이밍과의 계약이 종료되면서 팀명을 다시 ESC 셰인으로 변경했다.
그리고 챌린저스의 마지막 시즌인 CK 서머 2020에서 7위로 시즌을 마감했고 2020년 8월 28일 LCK 프랜차이즈 우선 협상대상(10개팀)과 예비 대상(5개팀) 명단에서 제외되면서 팀은 창단 6년만에 역사의 뒤안길로 사라졌다.

## 게임단 연혁

### 리그 오브 레전드(해체)
주요 대회 4회 우승·1회 준우승
- 2014년 창단
- 2015년 8월 네네치킨 리그 오브 레전드 챌린저스 코리아 서머 2015 리그 1 준우승
- 2015년 11월 네이버 2015 LoL KeSPA컵 우승
- 2015년 12월 IEM 시즌 10 쾰른 우승
- 2016년 3월 IEM 시즌 10 월드 챔피언십 8강
- 2016년 4월 네네치킨 리그 오브 레전드 챌린저스 코리아 스프링 2016 우승
- 2016년 8월 코카콜라 제로 리그 오브 레전드 챔피언스 코리아 서머 2016 9위
- 2016년 11월 2016 LoL KeSPA컵 4강
- 2017년 4월 리그 오브 레전드 챔피언스 코리아 스프링 2017 8위
- 2017년 8월 리그 오브 레전드 챔피언스 코리아 서머 2017 9위
- 2017년 11월 2017 LoL KeSPA컵 16강
- 2018년 3월 리그 오브 레전드 챔피언스 코리아 스프링 2018 8위
- 2018년 8월 리그 오브 레전드 챔피언스 코리아 서머 2018 10위
- 2018년 12월 2018 LoL KeSPA컵 16강
- 2019년 4월 제닉스 리그 오브 레전드 챌린저스 코리아 스프링 2019 5위
- 2019년 8월 제닉스 리그 오브 레전드 챌린저스 코리아 서머 2019 8위
- 2019년 12월 2019 LoL KeSPA컵 울산 16강
- 2020년 4월 리그 오브 레전드 챌린저스 코리아 스프링 2020 우승
- 2020년 8월 리그 오브 레전드 챌린저스 코리아 서머 2020 7위

## 우승 기록
- 네이버 2015 LoL KeSPA컵
- IEM 시즌 10 쾰른
- 네네치킨 리그 오브 레전드 챌린저스 코리아 스프링 2016
- 리그 오브 레전드 챌린저스 코리아 스프링 2020